# Kauko Hänninen
Kauko Antero Hänninen (28 de enero de 1930-26 de agosto de 2013) fue un deportista finalndés que compitió en remo.
Participó en cuatro Juegos Olímpicos de Verano entre los años 1956 y 1968, obteniendo una medalla de bronce en Melbourne 1956 en la prueba de cuatro con timonel. Ganó tres medallas en el Campeonato Europeo de Remo, en los años 1955 y 1956.

## Palmarés internacional
| Juegos Olímpicos   | Juegos Olímpicos      | Juegos Olímpicos  | Juegos Olímpicos   |
| Año                | Lugar                 | Medalla           | Prueba             |
| ------------------ | --------------------- | ----------------- | ------------------ |
| 1956               | Melbourne (Australia) | Medalla de bronce | Cuatro con timonel |
| Campeonato Europeo |                       |                   |                    |
| Año                | Lugar                 | Medalla           | Prueba             |
| 1955               | Gante (Bélgica)       | Medalla de bronce | Cuatro sin timonel |
| 1955               | Gante (Bélgica)       | Medalla de bronce | Cuatro con timonel |
| 1956               | Bled (Yugoslavia)     | Medalla de oro    | Cuatro con timonel |